# Wonder Girls
Wonder Girls（韓語：원더걸스）為韓國JYP娛樂於2007年推出的五人女子音樂團體，解散前成員包括宥斌、譽恩、宣美及惠林，初始成員包括譽恩、先藝、宣美、泫雅、昭熙。2007年以〈Irony〉一曲正式出道，同年九月，改編後的〈Tell me〉在韓國引發熱潮而知名度大增。2008年由朴軫永親自參與演出的〈Nobody〉MV一曲再度引領潮流。凭借《Nobody》和《Tell Me》当时的知名度轰动了全球。未解散前是韩国国民妹妹，一同与少女时代捉住了女团市场。
JYP娛樂於2017年1月26日正式宣佈Wonder Girls因合約到期解散，於2月10日發行最後一張数位單曲。

## 經歷

### 2007年－2008年：出道，《The Wonder Begins》、《The Wonder Years》

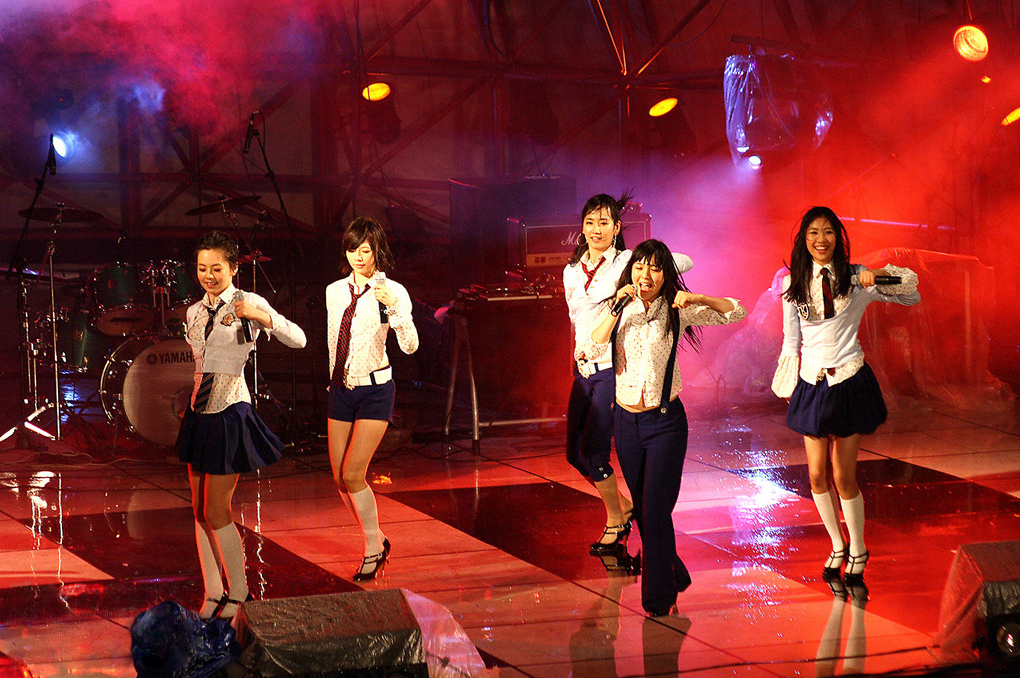
Wonder Girls於2007年5月在漢陽大學演唱〈Irony〉，由左到右：昭熙、泫雅、譽恩、先藝及宣美

起初Wonder Girls是透過由MTV舉辦的電視節目《MTV Wonder Girls》進行介紹，首四集概述了各成員的喜好、身份以及展示她們的行程。不久譽恩被選為團體的第五名成員後，Wonder Girls於2007年2月10日首次在MBC的《Show! 音樂中心》演唱〈Irony〉，其後2月13日於《MTV Studio》中有獨立的表演舞台，她們演唱由美國團體小野貓原唱的〈Don't Cha〉以及自己的歌曲〈Irony〉及〈미안한 마음〉（抱歉的心）。先藝獨唱天命真女的〈Stand Up for Love〉，接著泫雅亦獨自展現她的擅長舞蹈。其餘三名成員（譽恩、宣美及昭熙）也演唱美國歌星珍娜·傑克森的〈Together Again〉。與此同時，她們推出的首張唱片《The Wonder Begins》同年銷量達11,454張。自此之後，Wonder Girls在Daum成立Fancafe，名叫「WonderFul」。JYP娛樂原本計劃Wonder Girls是集中在中國活動的團體，因此她們從2007年初次登台後便一直學習漢語。
2007年6月25日，昭熙在拍攝電影《뜨거운것이좋아》（熱情似火）時從電單車墮下而得腳傷，並休養了近一個月，其餘4名成員仍繼續活動。但7月31日，泫雅因承受不住繁忙的行程而暈倒，使得從小患有的慢性腸胃炎一度惡化，在父母擔心其健康情況下退出團體。8月19日，昭熙康復後首次表演〈Irony〉。JYP娛樂在找尋新成員時，韓國經紀公司Good娛樂將他們的練習生宥斌轉讓給JYP娛樂。JYP娛樂於9月5日正式宣布新成員為宥斌，9月7日Wonder Girls在KBS《音樂銀行》以新的成員形式首次現場表演。
9月13日推出首張音樂專輯《The Wonder Begins》，由於宥斌加入團體才一個星期，因此專輯的歌曲沒有收錄她的部分。9月14日凌晨從釜山返回首爾時發生車禍，除了先藝的膝蓋受傷外，其它的成員僅受到輕傷，原訂的行程因而取消，經過休養後，於9月27日重返舞台展開宣傳活動。〈Tell Me〉加入宥斌的饒舌演唱後，深受大眾歡迎。10月開始，網上的影片網出現了不少模仿她們舞蹈的片段，大多是法國、菲律賓、泰國的歌迷所發佈的，該曲更成為泰國的首名，更一度牽起「Tell Me」熱潮。她們也藉由「Tell Me」一曲獲得「國民妹妹」的稱號。2007年年底，Wonder Girls為首張音樂專輯而作進行了重大的推廣，並於各演唱會中開始表演另一首專輯內的歌曲－〈이 바보〉（這傻瓜），她們以既不同又眾多的衣著款式出現於舞台及遊戲節目上，於收音機、音樂節目等中多次獻唱，以及與其他團體如Big Bang聯合演唱。2008年2月，她們以參與在美國舉行的「The JYP Tour」演唱會為起點，逐漸擴展活動範圍。另外，Wonder Girls在同年9月亦被英國《Virgin Media》媒體選為「頂尖的女子團體」之一。同年5月，於泰國曼谷舉行了一個歌迷聚會，總共吸引了超過一萬名的歌迷參加。同年秋季，她們在美國紐約皇后區法拉盛與其他JYP娛樂的藝人一同表演。
Wonder Girls的第三張專輯《So hot》於5月22日發行。雖然單純旋律的反覆有中毒性的音樂伴奏讓人聯想到〈Tell Me〉，但是在這首歌中還加入了〈Tell Me〉中也無法找到的魅力要素，可說是Wonder Girls〈Tell Me〉的升級版。首先伴舞時強調了可愛性感，以肩膀和兩手圍住臉和腰部，強調臀部和胸線的伴舞讓人印象深刻。五名團員全體向旁站，感覺就像是五隻狐狸搖擺尾巴一樣。〈Tell Me〉如果是哀求給我更多的愛的告白的“可愛嘮叨”一樣的伴舞的話，那〈So hot〉則是以“我非常漂亮”、“我非常有魅力”等自信感為主，團員們的豹紋服裝也呈現了破格的改變。
2008年9月，Wonder Girls換上懷舊的髮型及舞衣，大玩復古形象。最新單曲輯《The Wonder Years - Trilogy》的主打歌〈Nobody〉，是繼在Retro系列前兩個作品〈Tell Me〉和〈So Hot〉之後，「復古三部曲」的壓軸作。監製朴軫永將Motown風格注入〈Nobody〉，呈現出不一樣的感覺。MV首度在網路公佈時，即獲得全韓關注的焦點，在2008年底「Nobody」襲捲韓國各大音樂、綜藝節目。Nobody一曲也因此紅遍全亞洲，掀起了全球模仿熱潮，堪稱JYP最佳神曲之作。

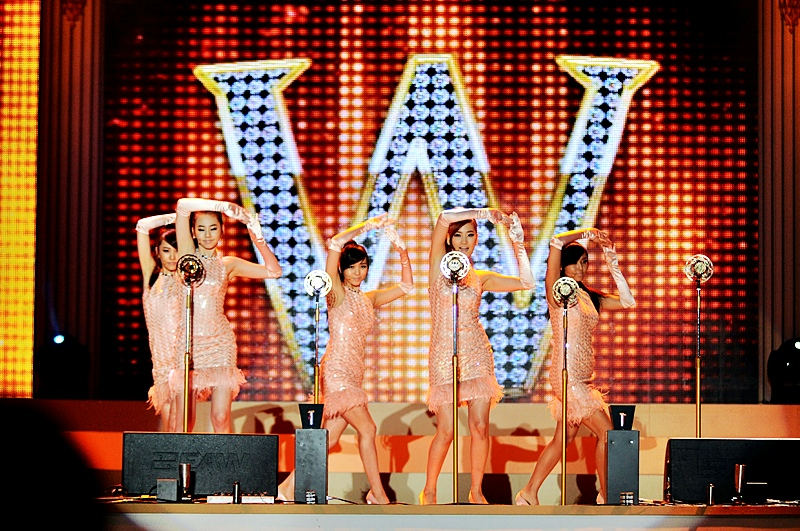
Wonder Girls在10月於2008 BICH開幕禮中表演〈Nobody〉。由左到右：宣美、昭熙、先藝、譽恩及宥斌

### 2009年：於美國出道並首次打入告示牌排行榜
在2008年達到顛峰並囊括各大獎項的Wonder Girls，JYP娛樂決定讓她們到美國發展。五位女孩拋開了在韓國一切的人氣與光環，到美國從零開始。2009年6月，JYP娛樂宣佈Wonder Girls將會參與強納斯兄弟在北美的2009巡迴演唱會。同時，公司亦宣佈〈Nobody〉將會是團體首張英文單曲，緊隨著〈Tell Me〉，並會推出英文專輯。為配合Wonder Girls專注在美國的活動，昭熙和宣美皆因未能在美國繼續高中的學業而向學校申請退學，其餘三位成員也向所在的大學申請休學。
2009年6月26日，Wonder Girls推出英文單曲〈Nobody〉。她們原本只會參與13場的強納斯兄弟演唱會，但其後卻增至45場。在這期間，5位成員放下身段，穿著全套打歌服在街頭發傳單，並邀請當地人與她們拍照或是教青少年們Nobody經典舞步來宣傳自己。踩著高跟鞋在街頭站了一整天，團員們的腳經常是又踵又痛。巡迴期間都是在顛岥的巡迴巴士上吃飯、洗澡、睡覺，那段日子異常辛苦，她們總是有個小希望：「如果能在靜止的床睡覺該有多幸福啊！」2009年10月，單曲〈Nobody〉首次打入美國公告牌百强单曲榜第76位，成為首隊打入此排行榜的韓國團體。同時，網上亦出現了不少模仿她們舞蹈的片段。

### 2010年：成員轉替，推出新單曲2 Differnt Tears，美國巡迴演出
2010年1月22日年紀尚小的宣美因為無法適應長期在美國的生活，曾在返韓記者會上流淚表示曾經在美國有一段時間，因為思念家人且在陌生的環境下經常感到孤獨，每晚都是伴著淚水入眠。JYP公司宣佈宣美會暫停她的音樂事業以繼續學業生涯，並由Sisters的預備成員惠林接替。。直至2月20日，宣美完成最後餘下的演唱會後，於五日後正式退出團體並返回韓國。正因宣美的退出，她們原先預備於同年2月舉行的美國巡迴演唱會和專輯的推出時間需延後舉行。

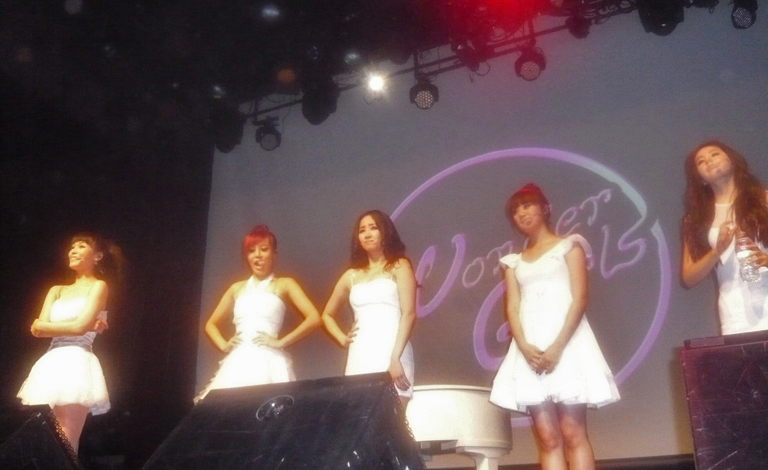
2010年於舊金山的演出，由左到右：先藝、宥斌、譽恩、惠林、昭熙

2010年4月21日，她們赴臺灣展開4天3夜的宣傳台版Nobody精選專輯行程，同時慶祝在台銷售量高達五白金，並獻唱了中文版的〈Nobody〉。5月16日，Wonder Girls正式回歸韓國，推出新單曲《2 Different Tears》，宣傳僅僅兩週的時間，隨後即飛返美國展開6月~7月Wonder Grils單獨巡迴演唱會。之後JYP娛樂開始舉辦JYP Nation Tour世界巡迴演唱會。同時單曲新專輯《2 Different Tears》進美國BILLBOARD專輯榜的第21名。《Nobody》在BILLBOARD“2010年度熱門單曲銷售（Hot Single Sales）100”中更是登上了第31位。
年底Wonder Girls回到亞洲活動，11月在澳門舉辦的2010 MAMA 亞洲音樂大賞作為壓軸神秘表演嘉宾，從天而降的開場表演立刻成為關注焦點。8月在馬來西亞代表韓國參加了世界MTV大型演唱會，同年12月香港和馬來西亞舉辦單獨演唱會。其間前後也出席了不少中國商演活動及江蘇跨年活動。

### 2011年：籌備美國正規一輯、拍攝美國TV電影、推出韓國正規二輯

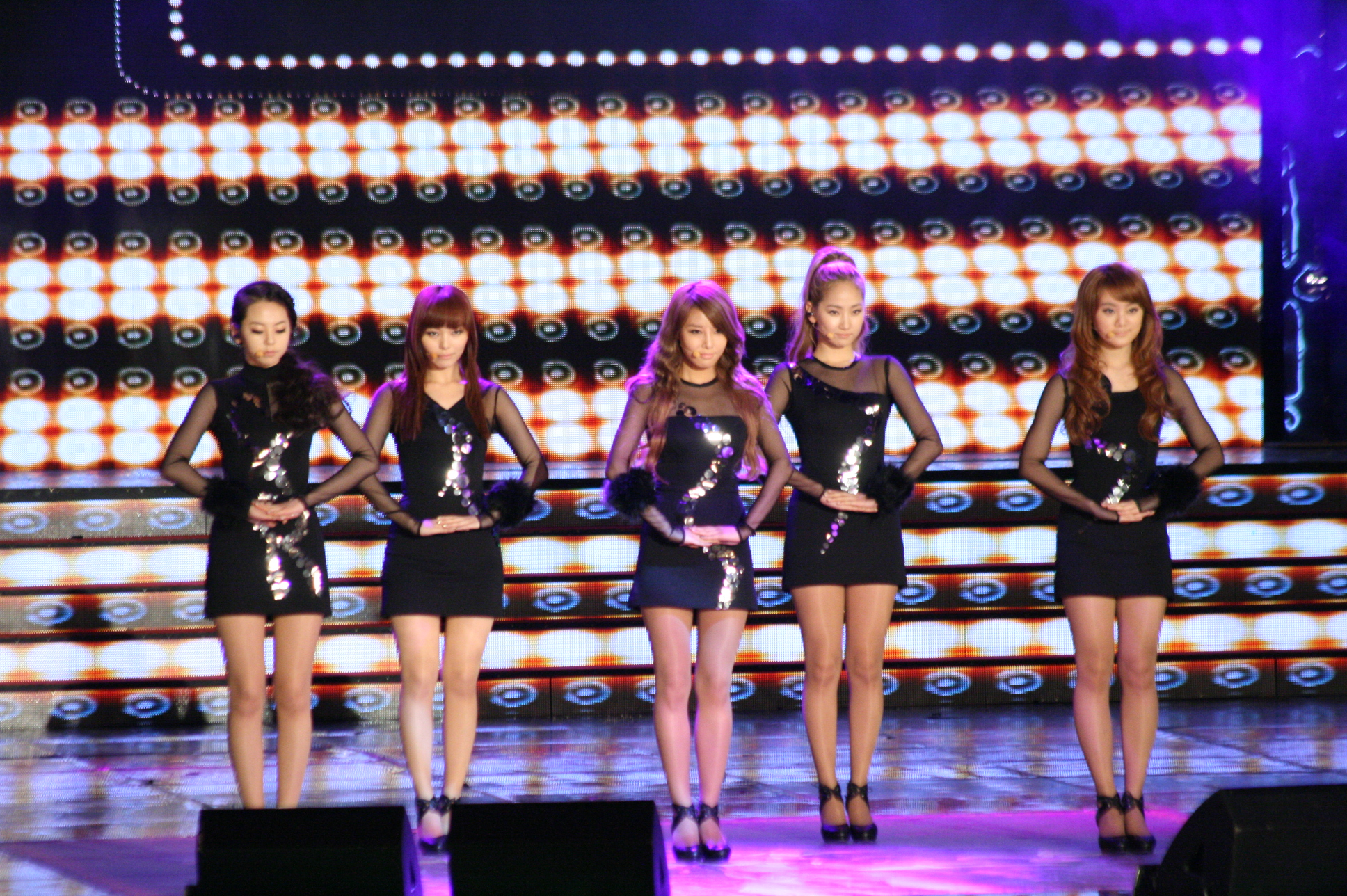
攝於2011年韓國娛樂大獎表演現場。

2011年Wonder Girls主要集中於紐約籌備新專輯，已知收錄7首新歌曲，作為TV電影的原聲帶。她們在6月24日到北京參與「第五屆中國移動無線音樂盛典咪咕匯」，並獲得年度最高銷量海外團體。
Wonder Girls在7月左右前往希臘代表韓國支持「2011年世界夏季特殊奧林匹克運動會」，並在7月14日出席了其閉幕式。她們於閉幕典禮更表演了韓國傳統歌曲〈阿里郎〉，另外表演了兩首熱門舞曲〈Tell Me〉及〈Nobody〉。 於7月23日，Wonder Girls到了青島參與「2011中國青島國際海洋節開幕式大型文藝晚會」。8月17及18日，她們跟隨JYP娛樂其餘旗下藝人到日本埼玉超級體育館舉行「JYP Nation Concert 2011」。
9月，Wonder Girls與美國女子團體SCHOOL GYRLS一同開始拍攝電視電影「The Wonder Girls」（前名為Wonder Girls at the Apollo）。8月Wonder Girls翻唱B.o.B.和Bruno Mars的“Nothin'On You”Mashup Monday活動，在BILLBOARD「BEST Mashup Monday of 2011」中，以65%的選票領先其他對手登上了第一位。
2011年11月7日，推出第二張韓語正規專輯《Wonder World》，以〈Be my baby〉作主打，正式回歸韓國樂壇。12月3日，Wonder Girls被任命為K FOOD之宣傳大使，並推出英文歌曲〈K Food Party〉宣傳韓國食品。12月22日至25日，以《Wonder World》內另一歌曲〈Girls Girls〉作特別宣傳。

### 2012年：韓國回歸、預備推出美國正規一輯、日本出道、播放美國TV電影

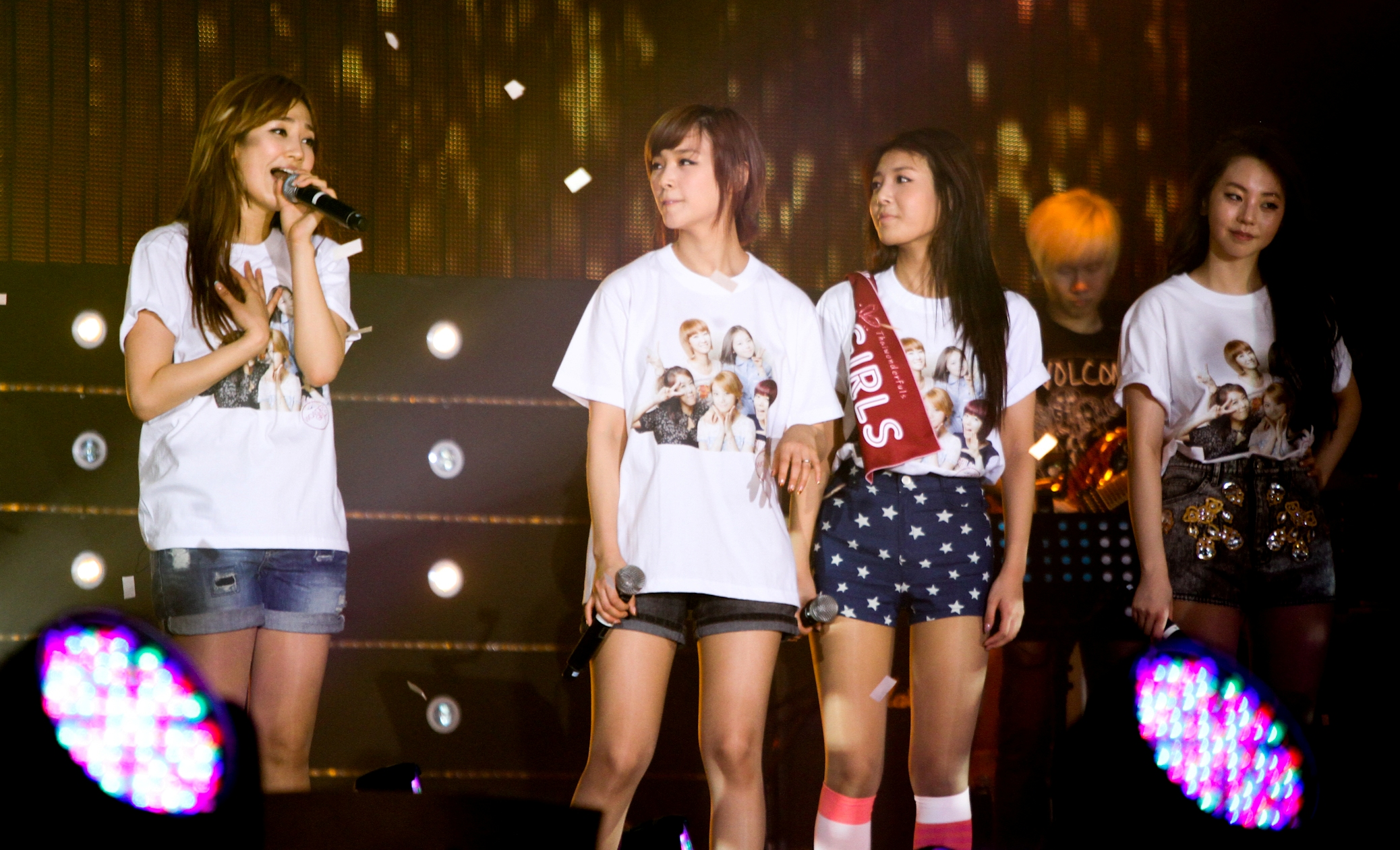
攝於2012年9月舉行的「Wonder World Tour 2012」現場。

2012年1月11日，Wonder Girls在美國推出單曲《The DJ Is Mine》作電視電影「The Wonder Girls」的OST。2月2日，電視電影「The Wonder Girls」在美國電視台Teen Nick首播；而這電視電影令Wonder Girls在一美國頒獎禮《2012 Nickelodeon Kids' Choice Awards》中被提名「Favorite Asian Act」。2月22日，Wonder Girls出席第一屆Gaon Chart K-pop Awards 2011，並獲得2011年11月最佳歌手獎。
3月23日，社長朴軫永透過傳媒公佈Wonder Girls隨後的活動，「我們已與美國的拍擋相討有關發行新專輯的日期以及市場的問題，請再稍等一會」，「我們已完成了包含12首歌曲的美國新專輯，很多有名的製作人都有參與製作。一個最大型的MV拍攝亦已完成，主打歌將會給予大家一個驚喜」，「因為已經完成了美國專輯的製作，我們將會開始製作下一張新韓語專輯。讓我們將這個夏天變成一個屬於Wonder Girls在韓國以及海外的節日吧！」
4月28日出席《Korean Music festival 10 Hollywood Bowl 2012》。4月中旬，Wonder Girls在日本為Marshpuff推出廣告，以〈Nobody〉日文版作背景音樂，並宣佈將於7月25日推行首張日本單曲《Nobody For Everybody》於日本正式出道。年5月29日，JYP娛樂公開第一段Wonder Party宣傳片，內容為其音樂錄像的製作花絮。從片中得知，是次音樂錄像邀請了300名市民參與，並有500名員工協助拍攝，整個計劃歷時三個月，可見JYPE對是次音樂錄像的重視。而且以製作花絮作為新曲宣傳片為首次見於韓國團體之中。同日JYP娛樂公開曲目列表，當中的歌曲〈R.E.A.L.〉及〈Girlfriend〉均由成員譽恩親自創作，〈Hey Boy〉則由宥斌創作。6月3日，細碟《Wonder Party》正式推出，音樂錄影帶同時公開。在短短一日時間內，音樂錄影帶觀看次數已達一百萬；而即使這是韓國專輯，亦在美國「iTunes Top Pop Albums Chart」達第74位的好成績。
2012年7月7日，在首爾蠶室室內體育館，舉行亞洲巡迴演唱會韓國站《WONDER WORLD TOUR in SEOUL 2012》，是她們相隔3年再度於韓國單獨開唱，6,000名歌迷入場支持。宣美及朴軫永等明星亦到場支持。
2012年7月10日，公開了與世界級的hiphop音樂人Akon合作單曲《Like Money》，音樂錄像同時公開。BILLBOARD及VEVO等知名美國音樂網站亦分別在首頁介紹了音樂錄像；在韓國各大音樂排行榜排行第一；美國「iTunes Electronic Top Songs Chart」達第3位的好成績，在其他國家亦達前10位的成績。

### 2013－2014年：成員個人活動
2013年1月26日隊長先藝與加拿大籍的韓僑傳教士James Park結婚。婚前記者會時表示並不會因此退出Wonder Girls，但何時回歸還不能確定。12月21日JYP娛樂發表聲明，表示與先藝、宥斌、譽恩和昭熙的合約到期，先藝、宥斌和譽恩決定續約，昭熙想專注於演員活動而決定不續約，Wonder Girls目前以個人活動為主。

### 2015年：《REBOOT》
6月23日因先藝回韓國而傳出Wonder Girls將回歸的消息，隔天JYP娛樂證實Wonder Girls會在8月3日推出第三張正規專輯《REBOOT》，以譽恩、宥斌、惠林、宣美的四人樂團形式回歸歌壇。屆時宥斌將擔任鼓手、譽恩是鍵盤手、惠林是吉他手、宣美則是貝斯手，除了譽恩會彈鋼琴之外，其它三名成員都是從零開始學習樂器，大約練習了一年。7月20日JYP娛樂發表正式聲明，確定昭熙與先藝退出Wonder Girls，並陸續公開宣美、宥斌、惠林、譽恩的回歸預告影片。8月3日公開音源兩個小時後，就佔據韓國八個主要音源榜第一名，並在隔天韓國時間下午兩點達成「All Kill」。美國告示牌評選2015年韓國流行音樂最佳十張專輯，《REBOOT》名列第一。

### 2016年：個人活動、首次以自創曲作為主打回歸《Why So Lonely》
4月3日，成員惠林與JYP娛樂歌手Bernard Park合作推出數位單曲《With You》。
5月10日，官方宣布Wonder Girls即將攜新專輯回歸，且此次專輯為首次使用自創曲作為主打歌，新專輯將於六月底或七月初發行。6月9日公布新專輯內收錄曲《To the Beautiful You (致美麗的你)》將於6月18日 ~ 19日在首爾創新園舉行的 「第6屆首爾Record & CD展」 首次公開，當日販售了收錄 Wonder Girls 新單曲《To the Beautiful You (致美麗的你)》的黑膠唱片，限量500張的商品在開賣後90分鐘隨即售罄。
6月12日，成員譽恩以HA:TFELT名義與歌手Younha和Cheetah合作推出自創曲《Get It?》。
7月4日，JYP公開了新單曲單曲專輯《Why So Lonely》的曲目清單及四個版本的專輯封面等等。專輯收錄了包括同名主打歌《Why So Lonely》在內的3首歌曲，另兩首為《To the Beautiful You (致美麗的你)》和《Sweet & Easy》，三曲均由成員創作。
7月5日凌晨，JYP公布Wonder Girls的新單曲專輯《Why So Lonely》的音源及MV，此曲由宣美、惠林、宥斌及作曲家洪志尚共同創作，有別於上回主打歌「I Feel You」的80年代舞曲風格，這是一首配合70年代曲風、流行樂、雷鬼風格及Trot的作品
。主打歌有迷人的吉他即興演奏及豐富有趣的節奏演變，歌詞則帶有憤世嫉俗的意味。7月6日上午九時， Wonder Girls的單曲專輯同名主打歌《Why So Lonely》在越南、泰國及菲律賓iTunes專輯排行榜佔據了第一位。回歸當天，「Why So Lonely」音源橫掃韓國八大音源網站實時榜一位，再一次達成All-Kill。7月8日晚上十時，達成Perfect All-Kill。。《Why So Lonely》累計獲得4個冠軍。距離上次一位冠軍已有4年之久。

### 2017年：正式解散
2017年1月26日，JYP娛樂發表官方聲明，表示經過長時間討論後Wonder Girls決定解散，並在出道十周年2月10日發表最後一張數位單曲《描繪》（그려줘；）。以下為JYP娛樂官方聲明：
|                            | 大家好，這裡是JYP娛樂。 在此向各位傳達一起度過十年歲月的Wonder Girls解散的消息。 成員們與公司間長時間不斷討論後，最後決定解散。 成員宥斌、惠林將與JYP娛樂續約，未來無論音樂、演技或主持等各個領域中，會努力為各位帶來嶄新面貌。 此外，很可惜的，譽恩與宣美在長時間思考後，為拓展新的方向決定離開公司。 成員們為了對十年間守護的粉絲表達感謝之意，將在出道十周年的2月10日發表最後一張數位單曲。 JYP娛樂及Wonder Girls對過去十年間陪伴Wonder Girls世界長征的各地粉絲們表達感謝，無論是離開或續留的成員，未來都將繼續支持與應援。 |
| ——JYP娛樂，1月26日官方聲明 | |

## 成員
| 藝名     | 藝名   | 藝名     | 本名   | 本名          | 本名          | 出生                                    |
| 中文     | 韩文   | 羅馬拼音 | 中文   | 韩文          | 羅馬拼音      | 出生                                    |
| 宥斌     | 유빈   | Yu Bin   | 金婑斌 | 김유빈        | Kim Yu-Bin    | 1988年10月4日 · 光州廣域市光山区        |
| 譽恩     | 예은   | Ye Eun   | 朴譽恩 | 박예은        | Park Ye-Eun   | 1989年5月26日 · 京畿道高陽郡一山邑      |
| 譽恩     | 예니   | Yenny    | 朴譽恩 | 박예은        | Park Ye-Eun   | 1989年5月26日 · 京畿道高陽郡一山邑      |
| HA:TFELT | 핫펠트 | Hot Felt | 朴譽恩 | 박예은        | Park Ye-Eun   | 1989年5月26日 · 京畿道高陽郡一山邑      |
| 先藝     | 선예   | Sunye    | 閔先藝 | 민선예        | Min Sun-Ye    | 1989年8月12日 · 首爾特別市              |
| 先藝     | 선     | Sun      | 閔先藝 | 민선예        | Min Sun-Ye    | 1989年8月12日 · 首爾特別市              |
| 宣美     | 선미   | Sun Mi   | 李宣美 | 이선미        | Lee Sun-Mi    | 1992年5月2日 · 全羅北道裡里市           |
| 宣美     | 미미   | Mimi     | 李宣美 | 이선미        | Lee Sun-Mi    | 1992年5月2日 · 全羅北道裡里市           |
| 泫雅     | 현아   | Hyuna    | 金泫雅 | 김현아        | Kim Hyun-A    | 1992年6月6日 · 首爾特別市西大門區弘濟洞 |
| 昭熙     | 소희   | Sohee    | 安昭熙 | 안소희        | Ahn So-Hee    | 1992年6月27日 · 首爾特別市城北區        |
| 惠林     | 혜림   | Hye Rim  | 禹惠林 | 우혜림        | Woo Hye-Rim   | 1992年9月1日 · 首爾特別市               |
| 惠林     | 림     | Lim      | 禹惠林 | 크리스티나 우 | Christina Woo | 1992年9月1日 · 首爾特別市               |

## 音樂作品
- The Wonder Years（英语：The Wonder Years (Wonder Girls album)）（2007年9月13日）
- Wonder World（英语：Wonder World (Wonder Girls' Album)）（2011年11月7日）
- Reboot（2015年8月3日）

## 演唱會
- 1st國內首場演唱會（The 1st Wonder）

| 日期          | 演唱會站次 | 舉行地點               |
| 2009年3月21日 | 釜山站     | 釜山KBS大廳            |
| 2009年3月28日 | 首爾站     | 首爾奧林匹克公園擊劍館 |

- 1st美國巡迴演唱會（Wonder World Tour）

| 日期          | 演唱會站次 | 舉行地點           |
| 2010年6月4日  | 華盛頓站   | 華盛頓哥倫比亞特區 |
| 2010年6月5日  | 亞特蘭大站 | Tabemacle          |
| 2010年6月6日  | 紐約站     | Hammerstein        |
| 2010年6月8日  | 芝加哥站   | House of Blues     |
| 2010年6月9日  | 休斯頓站   | House of Blues     |
| 2010年6月10日 | 達拉斯站   | House of Blues     |
| 2010年6月11日 | 洛杉磯站   | Palladium          |
| 2010年6月12日 | 阿納海姆站 | House of Blues     |
| 2010年6月13日 | 舊金山站   | Nob hill Masonic   |

- 1st亞洲巡迴演唱會（Ultimate Live Concert）

| 日期           | 演唱會站次 | 舉行地點                     |
| 2010年11月13日 | 曼谷站     | Impact Arena Muang Thongtani |
| 2010年12月4日  | 新加坡站   | 新加坡室內體育館             |
| 2010年12月11日 | 吉隆坡站   | Stadium Negara               |
| 2010年12月17日 | 香港站     | 亞洲國際博覽館               |
| 2010年12月19日 | 廣州站     | 廣東體育場                   |

- 2nd亞洲巡迴演唱會（Wonder World Tour 2012）

| 日期           | 演唱會站次   | 舉行地點                               |
| 2012年7月7日   | 首爾站       | 首爾蠶室室內體育館                     |
| 2012年9月8日   | 新加坡站     | Resorts World Sentosa, CompassBallroom |
| 2012年10月14日 | 馬來西亞站   | Stadium Negara                         |
| 2012年11月3日  | 印尼雅加達站 | Tennis Indoor Senayan                  |

- JYP Nation

| 日期             | 演唱會名稱                           | 舉行地點                       |
| 2010年12月24日   | 2010 JYP NATION "TEAM PLAY"          | 韓國首爾奧林匹克體操競技場     |
| 2011年8月17-18日 | JYP NATION in JAPAN 2011             | 日本埼玉超級競技場             |
| 2012年8月4日     | JYP Nation in Korea 2012             | 韓國首爾奧林匹克體操競技場     |
| 2012年8月18-19日 | JYP NATION in JAPAN 2012             | 日本國立代代木競技場第一體育館 |
| 2016年8月6-7日   | JYP Nation "Mix&Match" in Seoul 2016 | 韓國首爾蠶室體育館             |
| 2016年9月2-4日   | JYP Nation "Mix&Match" in japan 2016 | 日本國立代代木競技場第一體育館 |

- 其他大型演唱會

| 日期           | 演唱會名稱                            | 舉行地點                       |
| 2007年6月9日   | 2007夢想演唱會                        | 首爾奧林匹克體育場             |
| 2008年6月7日   | 2008夢想演唱會                        | 首爾奧林匹克體育場             |
| 2008年8月13日  | 慈善演唱會                            | 釜山海雲台                     |
| 2009年8月22日  | 2009年仁川韓流演唱會                  | 仁川文鶴競技場                 |
| 2010年4月25日  | 第八屆BAZAAR明星慈善夜                | 上海香格里拉大酒店             |
| 2010年7月31日  | 2010 MTV世界舞台馬來西亞演唱會        | 馬來西亞吉隆坡雙威礁湖度假村   |
| 2010年8月21日  | Mnet Ultimate Live Taiwan大韓流演唱會 | 台北南港展覽館                 |
| 2010年12月31日 | 江蘇衛視跨年演唱會                    | 南京奧體中心體育館             |
| 2011年4月1日   | 愛心無國界311燭光晚會                 | 香港維多利亞公園               |
| 2012年1月7日   | 2012超級巨星紅白藝能大賞              | 台北小巨蛋                     |
| 2012年5月22日  | MBC Korean Music Wave in Google演唱會 | 美國加州Shoreline Amphitheatre |
| 2012年6月23日  | KBS Music Bank in Hong Kong演唱會     | 香港亞洲國際博覽館             |
| 2012年11月24日 | M-LIVE MO.A演唱會                     | 越南Phu Tho Stadium            |
| 2015年9月6日   | 第九屆《SGC SUPER LIVE in Seoul》     | 一山 KINTEX 第二展示場         |
| 2015年12月27日 | 2015 SBS 歌謠大戰                     | MBC 電視台                     |
| 2015年12月31日 | 2015 MBC 歌謠大祭典                   | 三成洞 COEX                    |
| 2016年9月30日  | 韓流慶典 K-POP 演唱會                 | 江南永東大路 COEX 廣場         |

## 獎項
| 韓國音樂節目排行榜 |                           |        |                       |                     |                        |                  |                             |                      |
| 專輯 | 歌曲名稱                  | 年份   | 排行榜最高名次        | 排行榜最高名次      | 排行榜最高名次         | 排行榜最高名次   | 排行榜最高名次              | 排行榜最高名次       |
| 專輯 | 歌曲名稱                  | 年份   | Mnet 《M! Countdown》 | KBS2 《Music Bank》 | MBC 《Show! 音樂中心》 | SBS 《人氣歌謠》 | MBC Music 《Show Champion》 | SBS MTV 《THE SHOW》 |
| The Wonder Begins | Irony                     | 2007年 | 8                     | －                  | 4                      | TAKE7            | －                          | －                   |
| The Wonder Begins | 抱歉的心                  | 2007年 | 11                    | －                  | －                     | /                | －                          | －                   |
| The Wonder Years | Tell me                   | 2007年 | 1                     | 【1】               | [1]                    | [1]              | －                          | －                   |
| The Wonder Years | 這傻瓜                    | 2007年 | 12                    | 3                   | 2                      | TAKE7            | －                          | －                   |
| So Hot | So Hot                    | 2008年 | [1]                   | <1>                 | <1>                    | [1]              | －                          | －                   |
| So Hot | This Time                 | 2008年 | /                     | 5                   | －                     | /                | －                          | －                   |
| The Wonder Years - Trilogy | Nobody                    | 2008年 | 2                     | {1}                 | {1}                    | TAKE7            | －                          | －                   |
| 2 Different Tears | 2 Different Tears         | 2010年 | 1                     | 2                   | 2                      | TAKE7            | －                          | －                   |
| Wonder World | Be My Baby                | 2011年 | (1)                   | 2                   | [1]                    | [1]              | －                          | －                   |
| Wonder World | G.N.O.（Girls Night Out） | 2011年 | /                     | 20                  | －                     | /                | －                          | －                   |
| Wonder World | Me. In                    | 2011年 | /                     | 17                  | －                     | /                | －                          | －                   |
| Wonder World | Girls Girls               | 2011年 | 11                    | 50                  | －                     | TAKE7            | －                          | －                   |
| Wonder Party | Like This                 | 2012年 | 2                     | 1                   | 1                      | (1)              | (1)                         | －                   |
| Wonder Party | Girlfriend                | 2012年 | /                     | 20                  | －                     | /                | /                           | －                   |
| REBOOT | I Feel You                | 2015年 | 2                     | 2                   | 2                      | 2                | 5                           | －                   |
| Why So Lonely | Why So Lonely             | 2016年 | 1                     | 1                   | HOT3                   | 1                | 5                           | 1                    |
| Why So Lonely | To The Beautiful You      | 2016年 | －                    | 15                  |                        | －               | －                          | －                   |
| 「－」表示該段時期未設立排行榜；「TAKE7」為《人氣歌謠》排名候選曲，未能獲得一位； 「(1)」表示兩星期冠軍、「[1]」表示三星期冠軍、「{1}」表示四星期冠軍、「<1>」表示五星期冠軍、「【1】」表示六星期冠軍、「/」表示未有相關資料。 |                           |        |                       |                     |                        |                  |                             |                      |

| 各台冠軍歌曲獎座統計 | 各台冠軍歌曲獎座統計 | 各台冠軍歌曲獎座統計 | 各台冠軍歌曲獎座統計 | 各台冠軍歌曲獎座統計 | 各台冠軍歌曲獎座統計 |
| Mnet                 | KBS                  | MBC                  | SBS                  | MBC M                | SBS MTV              |
| -------------------- | -------------------- | -------------------- | -------------------- | -------------------- | -------------------- |
| 8                    | 17                   | 16                   | 12                   | 2                    | 1                    |
| 一位總數：56         |                      |                      |                      |                      |                      |